# إقليم أوموساتي
إقليم أوموساتي يعتبر واحة بين الأربعة عشر إقليماً من أقاليم ناميبيا، عاصمته أوتابي.

## حدود الإقليم
إن إقليم أوموساتي الشمالي يقع على الحدود مع مقاطعة كونين في أنغولا.أما باقي حدوده فهي:
- أوهانغوينا - شمال شرق
- أوشانا - الشرق
- كونيني - الجنوب والغرب

### سياسياً
إن حاكم إقليم أوموساتي هو إركي إندجالا و هو يحكم الدوائر الانتخابية التالية:
- ألامونينجي
- إيليم
- أوغونغو
- أوكاهوا
- أوكالونغو
- أونيسي
- أوشيكوكو
- أوتامانزي
- أوتابي
- روآكانا
- تساندي

تسيطر منظمة جنوب غرب أفريقيا الشعبية (سوابو) سياسيا على منطقة إقليم أوموساتي، فعلى سبيل المثال حصلوا على 97.68% من أصوات الناخبين 2004 انتخابات برلمانية، ومرة أخرى على 98٪ في 2014 الانتخابات. و2015 الانتخابات المحلية والإقليمية كما كان فوز سوابو بالتزكية في ثمانية من اثني عشر دائرة انتخابية في الإقليم، وفي اثنين من المدن الخمس. أما الدوائر الأربع المتبقية فقد فازت المنظمة بأغلبية ساحقة، وكانت النتائج التي تتراوح بين 89٪ في (رواكانا) إلى 98٪ في (أوغونغو)

## طبيعة الإقليم

### الغطاء النباتي
```
شجرة 
موباني
 هي النبات الأكثر انتشارا في هذا الإقليم، إلا أن أعداد نخل 
الماكالاني
 تتقلص بشكل متسارع كلما ابتعدنا عن حدود الإقليم مع 
إقليم أوشانا
 . التغيير في نوع الغطاء النباتي يعكس تغير الظروف البيئية والتي تشكل الحدود الطبيعية بين الإقليمين.
```

## السكان والزراعة
الجزء الشمالي من هذا الإقليم أكثر كثافة سكانية من الجنوب، حيث الرعي جائر والمياه المتوفرة مالحة عموما. الزراعة هي النشاط الاقتصادي المسيطر في هذا الإقليم حيث يزرع الدخن بنجاح. يمكن بلوغ الاكتفاء الذاتي بالتسميد المكثف والحراثة.
تروي قناة تحمل مياه نهر رواكانا إلى مدينة أوشاكاتي، مرورا بمدينة أوتاباي. وقد استخدمت المياه من هذه القناة لري مزرعة كبيرة تديرها الحكومة في مدينة إيتوندا حيث تزرع محاصيل الذرة والبطيخ والموز.

## الصحة والتعليم
في كل من القريتين أوأوتابي وأوكاهاو مستشفيات صغيرة، عدد من العيادات توفر الخدمات الأساسية. عدد المدارس أيضا غير كاف، ومن المتوقع زيادة في تعدادها.

## البنية التحتية
يتمتع فقط 17% من سكان الإقليم بخدمات الصرف الصحي خدمات الصرف الصحي المحسنة (المراحيض). وفقا لمسح عام 2012 للقوى العاملة الناميبية فإن البطالة في هذا الإقليم تصل 28.9% 
إن في إقليم أوموساتي 274 مدرسة يرتادها 86,365 طالب وطالبة 

## الاقتصاد
سوف يحتاجون إلى خلق فرص عمل لنشاط غير الزراعة.

## الكهرباء
الشبكة الكهربائية هي قيد التوسع. في حين أن المناطق الريفية لا تزال تفتقر إلى الكهرباء أما بلدات أوتابي ورواكانا وأوكاهاو وتساندي وأوشيكوكو ففيها كهرباء.

## المواصلات
و يمر بالإقليم طريق مفصلي ذو مسوىً عالٍ يربط بين المناطق المجاورة وبقية البلاد. وبالرغم من كون هذا الطريق المفصلي يجعل نقل الركاب والبضائع على طوله سهلا، إلا أن باقي شبكات الطرق في هذه المنطقة من شمال ناميبيا هي من النوعية الرديئة.